# Epidendrum viride
Epidendrum viride är en orkidéart som beskrevs av Hipólito Ruiz López och Pav.. Epidendrum viride ingår i släktet Epidendrum och familjen orkidéer.
Artens utbredningsområde är Peru. Inga underarter finns listade i Catalogue of Life.